# 안토니스 안토니아디스
안토니스 안토니아디스(그리스어: Αντώνης Αντωνιάδης, 1946년 5월 25일, 페트로호리 ~)는 전 그리스의 축구 선수이다. 그는 22년의 현역 기간 동안 187골을 기록했다. 그는 1964년 아스피다 크산티에서 데뷔해 1968년 7월 31일에 파나티나이코스로 이적했다. 안토니아디스는 1968년 10월 27일, 아폴론 아테네와의 경기에서 1-0 결승골을 뽑아, 파나티나이코스 첫 공식골을 기록했다. 크산티 시절, 그는 큰 신장을 이유로 골키퍼로 기용되었었다. 그의 별칭은 키다리 (ο ψηλός)이다.

## 경력

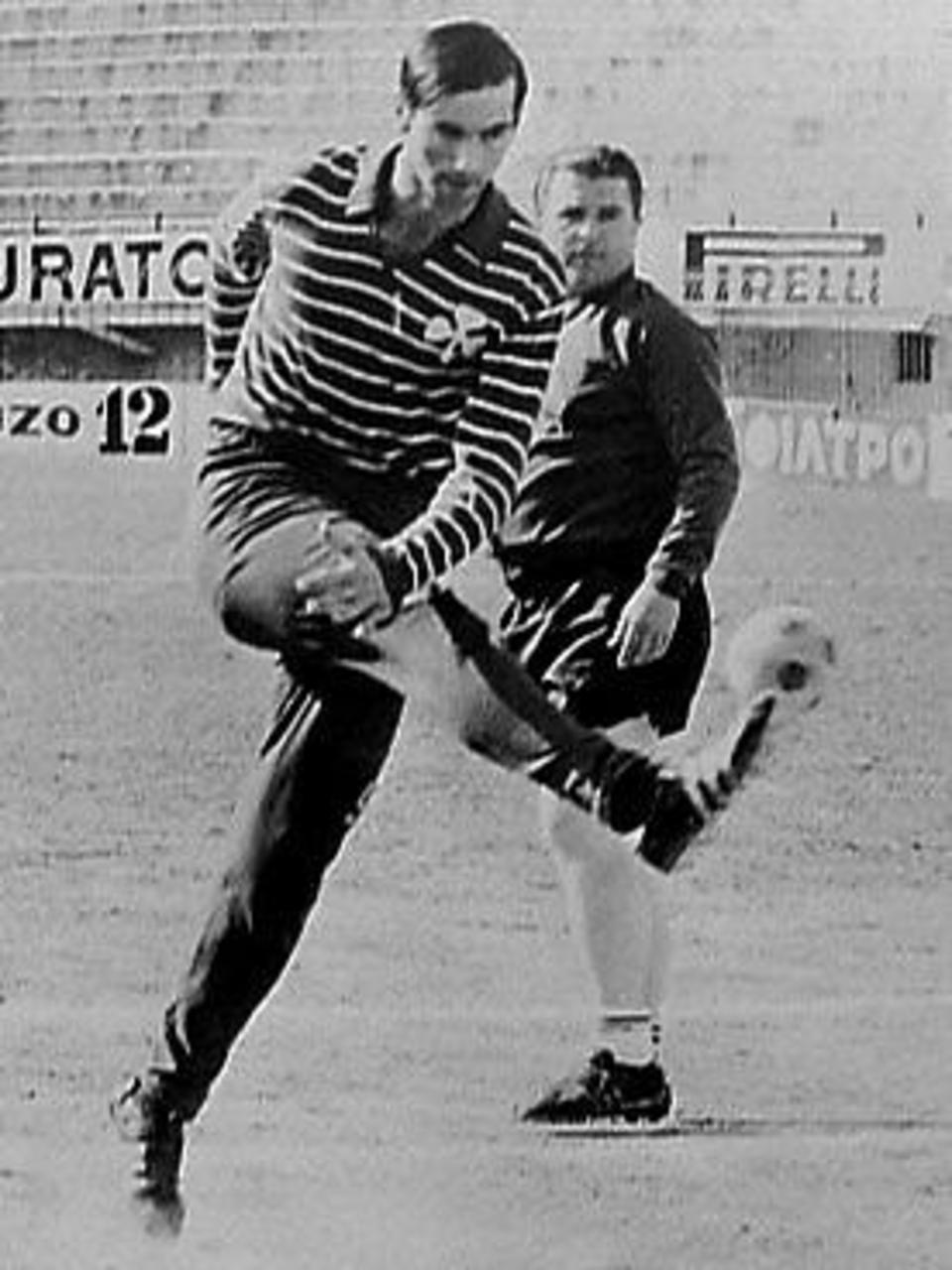
푸슈카시 페렌츠와 함께 촬영된 안토니아디스

안토니아디스는 242번의 알파 에트니키 경기에서 187골을 넣었고, 5차례 (1969-70 시즌 25골, 1971-72 시즌 39골 (유럽 역대 2위, 그리스 리그 최다 기록), 1972-73 시즌 22골, 1973-74 시즌 26골, 1974-75 시즌 20골) 득점왕에 올랐다. 1970-71 시즌, 파나티나이코스가 아약스와의 유러피언컵 결승까지 올라갔을때, 안토니아디스는 10골로 대회 득점왕을 차지했다.
1978년 여름, 그는 올림피아코스로 이적해 한 시즌 활약하였고, 이 기간 동안 13경기에 출전해 7골을 넣었다. 그는 이후 아트로미토스로 이적했다. 1980년, 은퇴 전 PSAP 회장으로 취임한 후 파나티나이코스로 복귀했다. 안토니아디스는 헤딩에 능한 공격수로 강력한 슈팅 능력도 지니고 있었다. 그는 1970년부터 1977년까지 그리스 국가대표팀 경기에 21번 출전해 6골을 넣었다. 그는 2008년 여름부터 파나티나이코스 축구부의 부회장을 맡았다.

## 수상

### 클럽
아스피다 크산티
- 베타 에트니키 득점왕: 1966-67, 1967-68

파나티나이코스
- 알파 에트니키: 1968-69, 1969-70, 1971-72, 1976-77
- 그리스 컵: 1968-69, 1976-77
- 유러피언컵 준우승: 1970-71
- 발칸컵: 1977

### 국가대표팀
그리스 군 축구 국가대표팀
- 군 세계선수권: 1969

### 개인
- 알파 에트니키 득점왕: 1969-70, 1971-72, 1972-73, 1973-74, 1974-75
- 유러피언컵 득점왕: 1970-71
- 유러피언 골든슈 2위: 1970-71